# Нахахулеви
Нахахулеви (груз. ნახახულევი) — село в Грузии, на территории Хонийского муниципалитета края (мхаре) Имеретия.

## География
Село находится в западной части Грузии, на левом берегу реки Цхенисцкали, на расстоянии 4 километров к северу от города Хони, административного центра муниципалитета. Абсолютная высота — 145 метров над уровнем моря.

## Население
По результатам официальной переписи населения 2014 года, в Нахахулеви проживал 681 человек (342 мужчины и 339 женщин). В национальной структуре населения грузины составляли 99,1 %, русские — 0,9 %.
| Год  | Население, человек |
| ---- | ------------------ |
| 2002 | 1001               |
| 2014 | ↘ 681              |